# أسفل شطان (حالمين)

تعديل مصدري - تعديل

اسفل شطان هي إحدى قرى عزلة حبيل الريدة بمديرية حالمين التابعة لمحافظة لحج، بلغ تعداد سكانها 79 نسمة حسب تعداد اليمن لعام 2004.